# アンディ・ミドルハースト
アンディ・ミドルハースト（Andy Middlehurst, 1963年7月16日 ｰ ）は、イギリスのレーシングドライバー、実業家。 

## 人物
イギリスツーリングカー選手権（BTCC）において、1988年からインディペンデントチームのフォード・シエラRS500をドライブして活躍。1991年まで引き続きシエラをドライブした。1992年は、昨年まで日産に所属したジュリアン・ベイリーがトヨタチームに移籍したため、日産チームのドライバーに抜擢されて移籍し、チームメイトのキース・オドールとともに日産・プリメーラをドライブし、活躍した。この年限りで一旦BTCCの参戦を中止したが、2000年に復帰した。
現在は、イギリスで日産のディーラーを経営しており、R35型GT-Rの輸入販売なども手掛けている。
アンディは、 日産スカイラインGT-Rとの関わりで有名なイギリス北西部で日産のディーラー（ミドルハースト日産）を成功させ、正式に国内に輸入され、最近では新しいR35日産GT-Rを輸入した。 
バイクでのキャリアを始めた後、1981年にフォーミュラフォードで初めて車レース参加。1982年にダンロップスターオブトゥモローチャンピオンになった後、彼の初期のレースにはフォーミュラフォード1600とナショナルラリーが含まれていた。 1988年のモンローサルーンチャンピオンシップと1989年のファイアストンサルーンチャンピオンでタイトルを獲得。 
彼は1990年のブリティッシュサルーンカーチャンピオンであり、それが権威あるブリティッシュツーリングカーチャンピオンシップのドライブにつながり、最初のフル参戦BTCCシーズンは、 1991年にフォードシエラコスワースで開催されたGraham Goode Racingで行われ、印象的なシーズンで、彼はシルバーストーンでの最終ラウンドでの表彰台を含め、ポイントで9位に終わった。 1992年、彼はキース・オドールと一緒に日産チームのワークスに参加。シーズンの終わり頃にチームでジェームス・ウィーバーに交代した。 1993年に、彼は全国サルーン選手権に出場し始めた。1995年から4つの連続タイトルを獲得。すべては日産で達成したが彼は2000年にオールトン・パークで2ラウンドだけBTCCに戻り、新しく導入されたクラスBで日産プリメーラを使用。 
ミドルハーストは現在、 ヒストリックフォーミュラワンチャンピオンシップに参加しており、オールトンパークやモナコでのイベントなど、多数のレースで優勝。 

## レース記録

### イギリスツーリングカー選手権
（ key ） 太字のレースのポールポジション（1ポイント授与- 2000クラス）を示すイタリック体のレースは、最速ラップを示している（1ポイント授与-クラス1988） 
| 年     | チーム                             | 使用車両                       | クラス | 1      | 2       | 3      | 4       | 5       | 6       | 7       | 8       | 9       | 10        | 11       | 12      | 13    | 14    | 15    | 16    | 17    | 18    | 19    | 20    | 21       | 22        | 23    | 24    | 総合順位 | ポイント | クラス順位 |
| ------ | ---------------------------------- | ------------------------------ | ------ | ------ | ------- | ------ | ------- | ------- | ------- | ------- | ------- | ------- | --------- | -------- | ------- | ----- | ----- | ----- | ----- | ----- | ----- | ----- | ----- | -------- | --------- | ----- | ----- | -------- | -------- | ---------- |
| 1988年 | デイモン・トゥイークス             | フォルクスワーゲン・ゴルフGTI  | C      | SIL    | OUL     | THR    | DON     | THR     | SIL     | SIL 15  | BRH     | SNE     | BRH       | BIR      | DON     | SIL   |       |       |       |       |       |       |       |          |           |       |       | 47位     | 3        | 6位        |
| 1990年 | リステリン・レーシングチーム       | フォード・シエラ RS500         | A      | OUL    | DON     | THR    | SIL     | OUL     | SIL     | BRH     | SNE     | BRH Ret | BIR       | DON      | THR     | SIL   |       |       |       |       |       |       |       |          |           |       |       | -        | 0        | -          |
| 1991年 | グラハム・グッデ・レーシング       | フォード・シエラ RS コスワース |        | SIL 4  | SNE Ret | DON 13 | THR Ret | SIL 101 | BRH Ret | SIL 16  | DON 1 7 | DON 2 7 | OUL 8     | BRH 1 11 | BRH 2 4 | DON 8 | THR 7 | SIL 3 |       |       |       |       |       |          |           |       |       | 9位      | 41       |            |
| 1992年 | ニッサン・ヤンスピード・レーシング | 日産・ プリメーラeGT           |        | SIL 19 | THR 10  | OUL 17 | SNE 8   | BRH Ret | DON 1 9 | DON 2 6 | SIL 14  | KNO 1 9 | KNO 2 DNS | PEM 12   | BRH 1   | BRH 2 | DON   | SIL   |       |       |       |       |       |          |           |       |       | 15位     | 7        |            |
| 2000年 | RJNモータースポーツ                | 日産・プリメーラ               | B      | BRH 1  | BRH 2   | DON 1  | DON 2   | THR 1   | THR 2   | KNO 1   | KNO 2   | OUL 1   | OUL 2     | SIL 1    | SIL 2   | CRO 1 | CRO 2 | SNE 1 | SNE 2 | DON 1 | DON 2 | BRH 1 | BRH 2 | OUL 1 14 | OUL 2 Ret | SIL 1 | SIL 2 | 13位     | 6        |            |

1. ^  –大雨のためレースは中止された。 ポイントは付与されなかった。